# روبن آموریم
روبن فیلیپه مارکس آموریم (پرتغالی: Rúben Filipe Marques Amorim؛ زاده ۲۷ ژانویهٔ ۱۹۸۵)
بازیکن سابق فوتبال و سرمربی باشگاه فوتبال منچستر یونایتد می‌باشد.
روبن آموریم در دوران بازیگری‌اش به عنوان یک هافبک فعالیت می‌کرد. او در سال ۲۰۰۸ به بنفیکا پیوست و با این تیم موفق شد ده عنوان قهرمانی کسب کند که از جمله آن‌ها می‌توان به سه قهرمانی در لیگ پرتغال، یک قهرمانی در جام حذفی پرتغال، پنج عنوان در جام اتحادیه پرتغال و یک سوپرکاپ پرتغالاشاره کرد. او بخش عمده‌ای از دوران حرفه‌ای‌اش را در تیم‌های بلننسس و بنفیکا گذراند. آموریم همچنین سابقه حضور در دو دوره جام جهانی فوتبال را با تیم ملی پرتغال در کارنامه دارد و در مجموع ۱۴ بازی ملی برای کشورش انجام داده است.
او پس از خداحافظی از فوتبال در سال ۲۰۱۷، فعالیت مربی‌گری‌اش را از سال ۲۰۱۸ در تیم کاسا پیا آغاز کرد، اما در همان سال به دلیل اختلاف با فدراسیون فوتبال پرتغال از سمت خود کناره‌گیری کرد. سپس هدایت تیم دوم براگا (معروف به براگا B) را برعهده گرفت و در ادامه، در دسامبر ۲۰۱۹ به عنوان سرمربی تیم اصلی براگا منصوب شد. آموریم با این تیم موفق شد جام اتحادیه پرتغال فصل ۲۰۲۰ را فتح کند.
در مارس ۲۰۲۰، او به عنوان سرمربی تیم اسپورتینگ لیسبون منصوب شد و در آن زمان، سومین مربی گران‌قیمت تاریخ فوتبال لقب گرفت. در فصل نخست حضورش، اسپورتینگ را به قهرمانی در لیگ برتر و جام اتحادیه پرتغال رساند و به این ترتیب، پس از ۱۹ سال طلسم قهرمانی در لیگ را برای این باشگاه شکست. او در پایان همان فصل، عنوان مربی سال لیگ برتر پرتغال را از آن خود کرد. آموریم بعدها یک‌بار دیگر نیز در فصل ۲۴–۲۰۲۳ اسپورتینگ را به قهرمانی لیگ رساند و بار دیگر عنوان مربی سال پرتغال را کسب کرد.
در اواخر سال ۲۰۲۴، او از اسپورتینگ جدا شد و به باشگاه منچستر یونایتد پیوست.

## دوران باشگاهی

### آغاز دوران حرفه‌ای
روبن آموریم فوتبال حرفه‌ای خود را از تیم بنفیکا آغاز کرد و در رده جوانان این باشگاه در کنار بازیکنانی مانند برونو سیمائو و پدرو روسیانو بازی می‌کرد.

### بلننسس
پس از جدایی از بنفیکا، به پیشنهاد برونو سیمائو، به عنوان بازیکن تستی راهی تیم بلننسس شد و حتی با وجود شکستگی در دست، در تمرینات این تیم شرکت کرد.
آموریم در ۱۴ دسامبر ۲۰۰۳ برای نخستین‌بار در رقابت‌های لیگ برتر پرتغال به میدان رفت و در دقیقه پایانی دیدار مقابل آلورکا که با پیروزی ۲–۰ بلننسس همراه بود، وارد زمین شد. او همچنین در فینال جام حذفی پرتغال ۲۰۰۷ برای این تیم به میدان رفت.

### بازگشت به بنفیکا
در اواخر آوریل ۲۰۰۸، پس از پایان قراردادش با بلننسس، با قراردادی چهار ساله به بنفیکا بازگشت. او در فصل ۰۹–۲۰۰۸ لیگ برتر پرتغال به یکی از بازیکنان اصلی بنفیکا تبدیل شد و نخستین گلش را در ۲۳ نوامبر همان سال در پیروزی ۲–۰ برابر آکادمیکا به ثمر رساند.
با ورود بازیکنان جدیدی مانند خاوی گارسیا و رامیرس، آموریم در فصل ۱۰–۲۰۰۹ فرصت کمتری برای بازی پیدا کرد، اما همچنان نقش قابل توجهی در قهرمانی بنفیکا در لیگ و جام اتحادیه پرتغال داشت؛ قهرمانی‌هایی که پس از پنج سال برای باشگاه به‌دست آمد.
او در فصل بعد، زمانی که دچار مصدومیت نبود، به‌طور منظم توسط ژرژه ژسوس به میدان فرستاده می‌شد. با این حال، در ۱۹ ژانویه ۲۰۱۱ تحت عمل جراحی زانو قرار گرفت و برای چندین ماه از میادین دور ماند.
آموریم در اکتبر ۲۰۱۱، هنگامی که به اردوی تیم ملی پرتغال دعوت شده بود، از رویکرد ژسوس در قبال استفاده از بازیکنان خارجی انتقاد کرد و گفت که بنفیکا در اغلب بازی‌ها حتی یک بازیکن پرتغالی هم در ترکیب ندارد. در ادامه، پس از بازی برابر ریو آوه، که با وجود گرم کردن، به میدان فرستاده نشد، از تمرین با بازیکنان نیمکت‌نشین خودداری کرد و با اقدامات انضباطی باشگاه روبه‌رو شد. در ۳۰ ژانویه ۲۰۱۲، او به صورت قرضی راهی براگا شد.
در فصل ۱۴–۲۰۱۳ آموریم به دا لوز بازگشت و در ۳۷ مسابقه برای بنفیکا میدان رفت. او نقش مهمی در کسب سه‌گانه تاریخی لیگ، جام حذفی و جام اتحادیه بنفیکا در آن فصل ایفا کرد. او در آغاز فصل ۱۵–۲۰۱۴ در دیدار سوپرجام مقابل ریو آوه، ۱۲۰ دقیقه بازی کرد و با قهرمانی در این رقابت‌، تیمش را به چهارمین جام سال رساند.
در ۲۴ اوت همان سال، آموریم در بازی با بوآویشتا که در چمن مصنوعی برگزار می‌شد، دچار آسیب‌دیدگی از ناحیه رباط صلیبی شد و در نتیجه این اتفاق پنج ماه از میادین دور بود.  پس از پایان یافتن دوران مصدومیت، او در ۱۱ فوریه ۲۰۱۵ به عنوان بازیکن تعویضی در پیروزی ۳–۰ بنفیکا برابر ویتوریا ستوبال در نیمه‌نهایی جام اتحادیه ۱۵–۲۰۱۴ به میدان رفت. 
در ۱۴ اوت ۲۰۱۵، آموریم با قراردادی قرضی راهی تیم الوکره در قطر شد تا یک فصل هم در لیگ ستارگان قطر بازی کند. با پایان قرارداد با الوکره، آموریم به بنفیکا بازگشت و در ۴ آوریل ۲۰۱۷، پس از بیش از یک سال دوری از میادین به دلیل پارگی کامل رباط صلیبی زانوی راست، آموریم قراردادش با بنفیکا را فسخ کرد و در ۳۲ سالگی از فوتبال خداحافظی کرد.

## دوران ملی

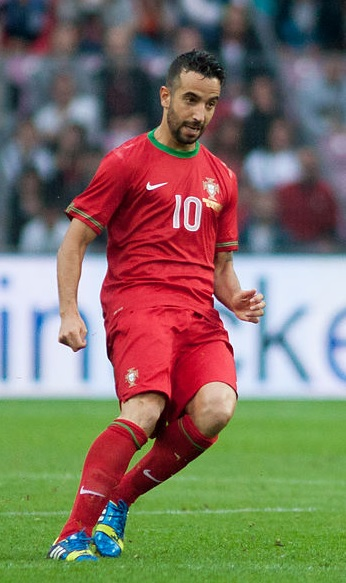
آموریم در حال بازی برای تیم ملی پرتغال، ژوئن ۲۰۱۳

آموریم در جام ملت‌های اروپا زیر ۲۱ سال ۲۰۰۷ که در هلند برگزار شد، برای تیم ملی زیر ۲۱ سال پرتغال به میدان رفت. در این رقابت‌ها، تیم ملی پرتغال با شکست برابر ایتالیا از رسیدن به المپیک ۲۰۰۸ پکن بازماند.
در ۱۰ مه ۲۰۱۰، با وجود اینکه نام آموریم در فهرست ۲۳ نفرهٔ نهایی تیم ملی برای جام جهانی ۲۰۱۰ نبود، در فهرست ذخیرهٔ شش‌نفره قرار گرفت. در تاریخ ۸ ژوئن، به‌دلیل مصدومیت نانی از ناحیهٔ استخوان ترقوه که او را از حضور در جام جهانی محروم می‌کرد، آموریم به جای او به ترکیب تیم ملی اضافه شد.
او نخستین بازی ملی خود را در ۱۵ ژوئن انجام داد و در دیدار نخست مرحلهٔ گروهی برابر ساحل عاج (۰–۰) در پنج دقیقهٔ پایانی به جای رائول میرلس وارد زمین شد.
در سال ۲۰۱۴، آموریم از سوی سرمربی جدید تیم ملی، پائولو بنتو، برای حضور در جام جهانی ۲۰۱۴ فراخوانده شد.
او در دیدار پایانی مرحلهٔ گروهی برابر غنا در ۲۶ ژوئن برای نخستین بار در این تورنمنت به میدان رفت و ۹۰ دقیقهٔ کامل را در جریان پیروزی ۲–۱ پرتغال بازی کرد؛ هرچند تیمش به خاطر تفاضل گل در همان مرحله گروهی حذف شد.

## سبک بازی
سبک بازی آموریم شباهت زیادی به هم‌وطنش تیاگو مندس داشت؛ هر دو در پست هافبک میانی بازی می‌کردند و توانایی انجام وظایف دفاعی و هجومی را داشتند. آموریم بازیکنی چندپسته بود و به‌جز پست تخصصی‌اش در میانه میدان، در مواقع نیاز به‌عنوان مدافع راست یا حتی بال کناری نیز به کار گرفته می‌شد.

## سبک مربیگری
روبن آموریم از سیستم ثابت ۳-۴-۳ مبتنی بر مالکیت توپ و چرخش آن به‌صورت محتاطانه و حساب‌شده در یک‌سوم‌های مختلف زمین استفاده می‌کند.
آموریم تیم‌هایش را تشویق می‌کند تا فوتبال مبتنی بر مالکیت، با تمرکز بر شکستن خطوط میانی و استفاده از عرض کامل زمین بازی کنند. تیم‌های او به دلیل سازماندهی و تعهدشان به یک سبک بازی مشخص شناخته شده‌اند.
سبک بازی این مربی جوان و با دانش نسخه ای ارتقا یافته و پیشرفته الگو گرفته شده از ژوزه مورینیو می‌باشد.